# ماساو أراي
ماساو أراي (باليابانية: 荒井政雄؛ بالكانا: あらい まさお) هو مصارع هاوي ياباني، ولد في 6 يونيو 1949.

## وصلات خارجية
- ماساو أراي على موقع قاعدة بيانات المصارعة الدولية (الإنجليزية)
- ماساو أراي على موقع أوليمبيديا (الإنجليزية)